# Jerwandaschat

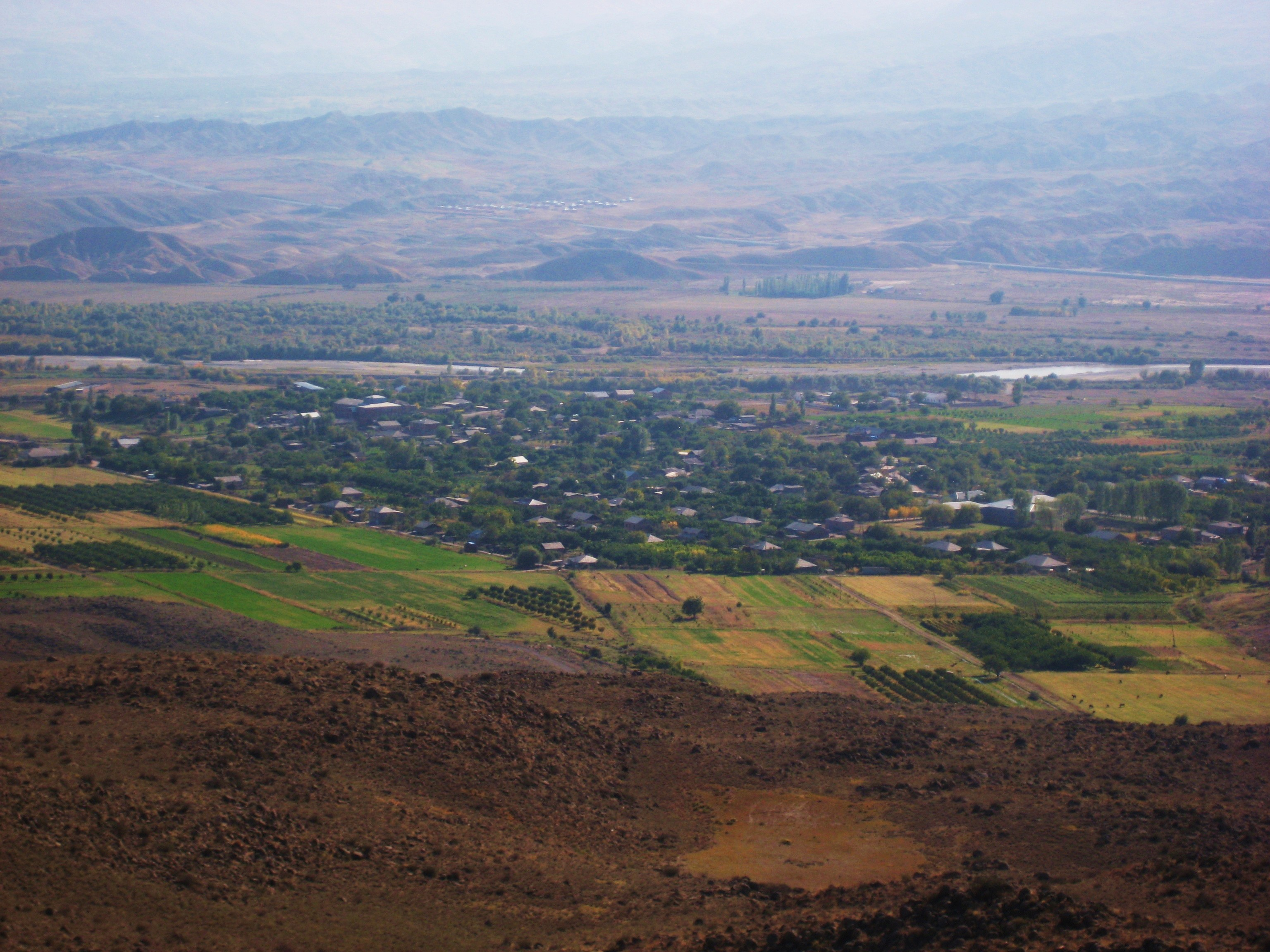
Jerwandaschat 2009

Jerwandaschat, die Freude Jerwands (armenisch Երվանդաշատ; auch Ervandaschat, englische Transkription Yervandashat; ehemals Kherbeklu und Kheyli-Begli) ist ein Dorf in der armenischen Provinz Armawir. Der Ort besitzt eine Basilikaruine aus dem 4. oder 5. Jahrhundert und die Sankt-Schuschanik-Kirche aus dem 17. Jahrhundert.

## Lage
Jerwandaschat liegt im Tal des Flusses Aras an der Einmündung des Nebenflusses Achurjan. Die armenisch-türkische Grenze verläuft von Norden nach Süden im Flusstal des Achurjan und später des Aras. Die einzige Verkehrsverbindung von Jerwandaschat ist die nach Osten führende Straße H18. Westlich über der Stadt erhebt sich der zur Türkei gehörende Altınkaya Tepesi (1109 m). Im Flusstal wird intensiv Landwirtschaft betrieben, die Anhöhen und Berge sind spärlich bewachsen.

## Geschichte
Östlich des heutigen Dorfes befinden sich die Ruinen des antiken Jerwandaschat, einer durch den letzten König der Orontiden Orontes (Jerwand) im 3. Jahrhundert v. Chr. gegründeten Hauptstadt seines Reiches. Die antike Stadt liegt auf einer Klippe über dem Zusammenfluss der Flüsse Aras und Achurjan. Gemäß dem Historiker Moses von Choren gründete Orontes Jerwandaschat, um Armawir (nahe der heutigen Stadt Armawir) als Hauptstadt zu ersetzen, da Armawir durch eine Verlagerung des Aras Wasserprobleme hatte. Die Götterfiguren ließ er von Armawir in das ebenfalls gegründete religiöse Zentrum nach Bagaran einige Kilometer nordwestlich schaffen. Am Ort der Neugründung gab es eine ältere urartäische Siedlung.
Jerwandaschat Stadt wurde um 364 während des Armenienfeldzuges durch den sassanidischen König Schapur II. zerstört und seine Einwohner deportiert. Seit den 1980er-Jahren wurden die Festungsanlagen und einige Palastüberreste ausgegraben.